# Nazionale maschile di pallanuoto del Messico
La nazionale di pallanuoto maschile del Messico è la rappresentativa messicana nelle competizioni internazionali di pallanuoto. La federazione a cui fa capo è la Federación Mexicana de Natación.
Il Messico ha ottenuto i suoi migliori risultati negli anni settanta, quando ha conquistato un titolo continentale, un nono posto mondiale e un decimo olimpico.

## Risultati

### Olimpiadi
- 1952: 13º posto
- 1968: 11º posto
- 1972: 13º posto
- 1976: 10º posto

### Mondiali
- 1973: 12º posto
- 1975: 9º posto
- 1978: 15º posto
- 1982 - 2011: non qualificata

### Giochi panamericani
- 1951: 4º posto
- 1955: 4º posto
- 1959: 4º posto
- 1963: 5º posto
- 1967:  Bronzo
- 1971:  Bronzo

- 1975:  Oro
- 1979: 5º posto
- 1983: 5º posto
- 1987: 5º posto
- 1991: 5º posto
- 1995: 6º posto

- 1999: 8º posto
- 2003: 5º posto
- 2007: 7º posto
- 2011: 6º posto
- 2023: 5º posto

## Formazioni
Giochi olimpici - Helsinki 1952G. Olguín • Trejo • Coste • Castro • J. Olguín • O. Olguín • Martínez • F. Cendejas • V. Menéndez • Santoyo, CT: -
Giochi olimpici - Città del Messico 1968Familiar • R. Chávez • F. García • G. Chávez • Morfín • Guzmán • Botella • J. García • Vásquez • Ramos • Gómez, CT: -
Giochi olimpici - Monaco di Baviera 1972Gómez • F. García • Aguilar • Alanís • Valencia • J. García • Fernández • Sauza • Chapa • V. García • Azpeitia, CT: -
Giochi olimpici - Montréal 1976Gómez • F. García • Guerra • Aguilar • Valencia • J. García • Fernández • Beristain • Coste • Yáñez • Schmidt, CT: -